# Карл II (Лотарингия)
Вижте пояснителната страница за други личности с името Карл II.
Карл II (на френски: Charles II le Hardi, на немски: Karl II der Kühne; * 1364; † 25 януари 1431, Нанси, Лотарингия) от фамилията Дом Шатеноа, е херцог на Горна Лотарингия от 1390 до 1431 г.

## Произход
Той е големият син и наследник на херцог Жан I (1346 – 1390) и неговата съпруга София от Вюртемберг (1343 – 1369), дъщеря на Еберхард II, граф на Вюртемберг.

## Управление
През първите години на управлението си Карл взема участие в няколко кръстоносни походи: 1391 г. той се бие пред Тунис, 1396 г. с Жан от Невер, синът на Филип Смели (с когото е тясно свързан от младини), в битка при Никополис, също през 1399 г. с Немския орден в Балтика. 
Неговото приятелство с бургундците води до недоверие във френския двор, особено при херцог Луи Орлеански, който през 1400 г. е противник на новия крал Рупрехт, който е тъст на Карл.
Събитията от 1405/1406 г. водят до война с Орлеан. Луи Орлеански получава в свои ръце Херцогство Люксембург и заедно с херцога на Бар и маркграфа на Намюр напада Лотарингия с цел там да си основе свое княжество. Карл успява обаче през юли 1407 г. да го победи в битки. Войната свършва след убийството на херцога на Орлеан на 23 ноември 1407 г. от Жан Безстрашни. В избухналата гражданска Арманяко-бургундска война Карл е на страната на Жан Безстрашни, който нарежда убийството. Карл успява да не се меси във френско-английския конфликт.
През 1415 г. той не участва в битката при Аженкур, за разлика от брат си Фридрих I от Водемон, който пада там убит. Същата година Карл е номиниран от кралица Изабо заедно с Бернард VII д’Арманяк, водач на Арманяк, за (бургундски) конетабъл на Франция.
Жан Безстрашни е убит през 1419 г., а Карл взема неутрална позиция. На 24 октомври 1420 г. той сключва съюз с Франция и омъжва дъщеря си, неговата наследничка Изабела, за Рене I от Анжу, братът на бъдещата кралица Мари д'Анжу, и така Карл става зет на бъдещия (от 1422) крал Шарл VII.
В началото на 1429 г. вече болният херцог изпраща своята гражданка Жана д'Арк на поклонение в Сен-Никола-де-Пор. Тя го съветва да напусне метресата си Alison du May, но той я изпраща сигурно в Шинон при Шарл VII.

## Деца
Карл се жени през 1394 г. за Маргарете от Пфалц (* 1376; † 1434), дъщеря на крал Рупрехт от род Вителсбахи и на Елизабет от Хоенцолерн. Двамата имат децата:
- Изабела († 1453), ∞ 1420 г. за Рене I от Анжу († 1480), граф на Гиз, граф на Бар, херцог на Лотарингия (Млад Дом Анжу)
- Катарина († 1439), ∞ Якоб I († 1453), маркграф на Баден (Церинги)

Освен това той има от Alison du May (която на 25 януари 1431 г., смъртния ден на Карл, е убита в Нанси) няколко извънбрачни деца:
- Фери de Lorraine († 1453/56), господар на Villacourt, Vaxoncourt, Pallegney и Zincourt
- Жан, bâtard de Lorraine, seigneur de Darnieulles
- Фери de Lunéville, bâtard de Lorraine, 1425 доказан
- Катерине, bâtarde de Lorraine, 1425 доказана
- Изабел, bâtarde de Lorraine, ∞ 1425 Хенри de Liocourt